# Siergiej Wołgin
Siergiej Wasiljewicz Wołgin (kaz. Сергей Волгин, ros. Сергей Васильевич Волгин, Siergiej Wasiljewicz Wołgin; ur. 5 maja 1960 w Ałma-Acie, Kazachska SRR) – kazachski piłkarz pochodzenia rosyjskiego, grający na pozycji obrońcy, a wcześniej pomocnika, piłkarz trenerski.

## Kariera piłkarska

### Kariera klubowa
Po zakończeniu szkoły pracował jako spawacz, w wolnej chwili występując w amatorskiej drużynie zakładu. W 1978 otrzymał zaproszenie od asystenta trenera Siergieja Tiagusowa do Czkałowca Nowosybirsk. Potem występował w Uralcu Orał, skąd go zabrał ten że Siergiej Tiagusow do stołecznego Kajratu Ałma-Ata. Potem służył w wojsku, skąd trafił do Żetisu Tałdykorgan, w składzie którego w 1983 został królem strzelców Wtoroj Ligi ZSRR. Dlatego w 1984 powrócił do Kajratu. Został zauważony przez trenerów Spartaka Moskwa, w składzie którego w 1986 rozegrał 9 spotkań ligowych. Ale w tym że roku powrócił do Kajratu. W 1990 przeszedł do Metałurha Zaporoże, ale po dwóch sezonach ponownie wrócił do Kajratu. W 1993 wyjechał do Rosji, gdzie bronił barw klubów Tiekstilszczik Kamyszyn, Fakieł Woroneż i Eniergija Kamyszyn, w którym w 1997 zakończył swoje występy.

## Kariera trenerska
Po zakończeniu kariery piłkarskiej rozpoczął karierę trenerską. Najpierw pomagał trenować Urałan Elista. W latach 2005–2007 prowadził Irtysz Pawłodar, a w 2008 pracował na stanowisku głównego trenera FK Atyrau.

## Sukcesy i odznaczenia

### Sukcesy klubowe
- zdobywca Pucharu Federacji Piłki Nożnej ZSRR: 1988

### Sukcesy indywidualne
- wybrany do listy 33 najlepszych piłkarzy ZSRR:
  - Nr 3: 1985

### Odznaczenia
- nagrodzony tytułem Mistrza Sportu ZSRR: 1986